# Sahelanthropus
Sahelanthropus tchadensis је изумрла врста примата, која се може сматрати најстаријим хоминидом. Фосилни налази ове врсте су ретки, до сада су пронађени на само једном локалитету – у пустињи Ђураб у Чаду. Старост ових фосила процењује се на 6–7 милиона година.

## Опис
Од врсте Sahelanthropus tchadensis пронађени су само остаци лобање, пет комада вилица и неколико зуба. Ниједан посткранијални део тела није до сада ископан. Лобања је названа Тумаи (Toumaï, што на дазага језику значи „животна нада”), и има кранијални капацитет 320–380 cm³. Лице је равно, зубна аркада је у облику слова U, очњаци су ситни, форамен магнум је антериорно постављен, чеони гребен је веома изражен.